# Pangasius myanmar
Pangasius myanmar ist eine Fischart aus der Gattung Pangasius innerhalb der Familie der Haiwelse. Die Art ist nur durch zwei Exemplare aus der Nähe von Rangun in Myanmar bekannt.

## Merkmale
Pangasius myanmar ähnelt stark der Art Pangasius pangasius, hat aber einen schmaleren Kopf mit schmalem Maul und kürzere Barteln, die den Rand des Kiemendeckels nicht erreichen. Am Gaumenbein sitzt eine kleine ovale Zahnplatte, ebenso mittig am Pflugscharbein. Die Kiemenreuse trägt am ersten Bogen 20 bis 21 Strahlen. Die Afterflosse weist 32 Weichstrahlen auf. Die Art erreicht eine Länge von mindestens 23 Zentimetern.